# West Hatch
West Hatch is een civil parish in het bestuurlijke gebied Somerset West and Taunton, in het Engelse graafschap Somerset met 306 inwoners.